# Бодиско, Михаил Андреевич
Михаил Андре́евич Бодиско 2-й (5 марта 1803 года, Тульская губерния — 28 июня 1867 года, Тульская губерния) — морской офицер, член Общества офицеров Гвардейского экипажа, декабрист, из дворян Тульской губернии. М. А. Бодиско умер в чине надворного советника в своём имении в с. Богородицком (Жадоме) Чернского уезда Тульской губернии.

## Биография
В год рождения Михаила его отец, Андрей Андреевич Бодиско (1751—1819) — коллежский асессор, директор Московского ассигнационного банка — был возведён в дворянское достоинство, «службою и чинами приобретенное». Он представлял пятое колено русской ветви древнего европейского рода Бодиско.
Михаил воспитывался с девяти лет в Морском кадетском корпусе (1812—1819); с 1817 года гардемарином выходил в море. После выпуска с 23 февраля 1820 года служил мичманом 1-го флотского экипажа на Балтийском флоте; 15 марта 1823 года переведён в Гвардейский экипаж и вместе с братом Борисом принял участие в исландском походе на фрегате «Проворный». После похода он был назначен адъютантом Морского министра маркиза И. И. де Траверсе. В 1824 году участвовал в плавании фрегата «Проворный» по маршруту Кронштадт-Брест (Франция)-Гибралтар-Плимут (Англия)-Кронштадт. На Гибралтаре русские офицеры стали свидетелями казни сторонников вождя революции Рафаэля Риего.
Группа революционно настроенных офицеров составила тайное Общество офицеров Гвардейского экипажа. Кроме Михаила и Бориса Бодиско в него входили: А. П. Арбузов, А. П. Беляев, П. П. Беляев, В. А. Дивов.
В начале декабря 1825 года установилась связь моряков Гвардейского экипажа с Северным обществом через Н. А. Бестужева.
14 декабря с товарищами по службе отговаривали матросов «переприсягать» новому императору Николаю I, призывали к «введению в России свободы и республиканского правления». На следующий день после восстания 14 декабря 1825 на Сенатской площади Михаил был арестован. До перевода в Петропавловскую крепость 3 января содержался на гауптвахте. Был осуждён по V разряду и приговорён «в крепостную работу» на срок 5 лет; отправлен в Бобруйскую крепость.

### После ареста
- 21.7.1831 — По окончании срока был отправлен рядовым в один из полков 6 пехотного корпуса (бывшего Отдельного Литовского), участвовал в подавлении польского восстания 1831.
- 24.8.1831 — зачислен в 49-й егерский полк.
- 14.8.1833 — переведен в Волынский пехотный полк, унтер-офицер.
- 25.6.1837 — прапорщик.
- 29.12.1838 — уволен от службы.
- 6.4.1852 — коллежский регистратор.
- 4.1.1853 — губернский секретарь.
- 31.12.1853 — коллежский секретарь.
- 22.1.1855 — титулярный советник.
- 25.8.1859 — коллежский асессор.
- 8.12.1859 — уволен от службы.
- 8.5.1861 — награждён чином надворного советника.

## Семья
Жена — Людмила Павловна Тиличеева. Их дети:
- Михаил (1849—1912)[1]
- Дмитрий (1851—1920)[2]
- Мария (1853—?), в замужестве Левицкая
- Варвара (1854—?), в замужестве Алексеева
- Анна (1856—1920)
- Андрей (1863—1922), женился на дочери К. Ф. Геммельмана, Вере Карловне[3]

## Источник
- Декабристы. Биографический справочник. Под ред. академика М. В. Нечкиной. — М.: «Наука». — 448 с. — С. 26—27.